# Palazzo Tagliamonte
Il Palazzo Tagliamonte è uno dei più antichi palazzi di Ponza.

## Storia
Situato nel cuore antico della cittadina di Ponza fu edificato intorno al 1750 dall'omonima famiglia originaria di Ischia, che era tra i primi coloni che ripopolarono l'isola dopo secoli di abbandono.
Nei sotterranei conserva un interessante mitreo di epoca romana. Fu anche sede del Comune e dell'Archivio dell'isola, distrutto dagli insorti di Carlo Pisacane nel 1857.